# Selección de fútbol de Montserrat
La selección de fútbol de Montserrat es el representativo nacional de este territorio de ultramar. Es controlada por la Montserrat Football Association, perteneciente a la Concacaf.
Debido a la alta actividad volcánica que prácticamente ha devastado la isla desde 1995, el equipo ha jugado pocos partidos y la mayoría de los que debe disputar como local lo hace fuera de su país.

## Historia
Montserrat disputó sus primeros encuentros en 1950, en un torneo de las Islas Sotavento jugado en San Cristóbal y Nieves, ante Antigua y Barbuda, el 1° de febrero, y la selección local, dos días después. Disputó su primera Copa del Caribe en la edición de 1991 cuando aún no estaba afiliada a la FIFA frente a Santa Lucía que terminó 0:3 a favor del rival, después Montserrat disputó cuatro partidos en dicho torneo. En su primera presentación conseguiría su primera victoria de 1:0 frente a Anguila y en el segundo frente al mismo oponente 3:2 sumando hasta el momento dos victorias pero también unas abruptas goleadas se le acercaban cuando enfrentó a San Vicente y las Granadinas los resultados terminaron 0:9 y 0:11 a cero a favor del rival.
En 1999 disputaría por primera vez la fase preliminar de la Copa del Caribe ya siendo miembro de la FIFA. Frente a las Islas Vírgenes Británicas donde no tuvo un buen desempeño al perder su dos presentaciones por 1:3 y 0:3.
En el año 2000 Montserrat tuvo su debut en eliminatorias mundialistas en la Clasificación de Concacaf para la Copa Mundial de Fútbol de 2002, donde fueron eliminados en la primera ronda del Caribe ante República Dominicana perdiendo el primer juego en República Dominicana por 0-3 y el segundo, jugado en Trinidad y Tobago, por un marcador de 1-3.
El 30 de junio de 2002, mientras se realizaba el partido final de la Copa Mundial de Fútbol de 2002, Montserrat, el equipo con el peor ranking del mundo en ese momento, enfrentó a Bután, el segundo peor, en un partido amistoso y documental dirigido por el neerlandés Joham Kramer en el que cuenta sobre ambas escuadras en el documental conocido como La Otra Final, perdiendo por 4:0 en Thimphu.
En la Copa del Caribe de 2005 haría su segunda participación en el certamen perdiendo sus tres encuentros por 1:6 frente San Cristóbal y Nieves, 0:3 Santa Lucia en su último encuentro vivió un agobiante partido al perder 4:5 frente Antigua y Barbuda.
En la Clasificación de Concacaf para la Copa Mundial de Fútbol de 2006, Montserrat comenzó su camino en la primera ronda ante Bermudas, siendo aplastados en Bermudas por un marcador de 0-13. En el juego de vuelta perdieron 0-7 y quedado eliminados otra vez.
Posteriormente en la Clasificación de Concacaf para la Copa Mundial de Fútbol de 2010, les tocó enfrentarse a Surinam a un único partido, donde fueron derrotados 1-7 y quedando fuera en primera ronda.
En la Clasificación de Concacaf para la Copa Mundial de Fútbol de 2014 le tocó enfrentar la primera ronda contra Belice, donde al no poder jugar de local porque su estadio no cumplía con los requerimientos de FIFA, jugó en Couva, Trinidad y Tobago, donde perdió por 2-5, y el partido de vuelta que tampoco se pudo jugar en Belice perdieron también 1-3, terminando el global 3-8 y quedando eliminado del torneo.
En la Copa del Caribe de 2012 Montserrat comenzó con una buena participación al vencer 7:0 a las Islas Vírgenes Británicas y sumando sus primeros tres puntos en el torneo. Después le tocó enfrentarse a Martinica donde perdió por 0:5 y cerrado su participación por una goleada de 1:7 frente a Surinam donde curiosamente Montserrat empezó ganando 1:0.
En la eliminatoria rumbo al mundial de Rusia 2018 les tocó enfrentar en la primera ronda a su similar de Curazao, donde en el partido de ida en Willemstad perdieron 1-2; y para el juego de vuelta en St. Peter empataron 2-2, por lo que Montserrat quedó fuera del mundial en la primera ronda otra vez con un marcador global de 3-4.
En el año 2018 fue creada la Liga de Naciones Concacaf por el objetivo de que todo los rivales de Concacaf tuvieran oportunidad de enfrentarse entre sí, para ello Montserrat arrancó su participación en este torneo en la Clasificación Liga Concacaf 2019, donde obtuvo un saldo de 3 históricas victorias 1-0 sobre Belice de local , de visita por 2-0 a su similar de Aruba, 2-1 frente Islas Caimán y solo 1 derrota contra El Salvador por 1-2, sumando así un total de 9 puntos.
Para 2019 Monserrat arrancaría su participación en la Liga de Naciones Concacaf en la Liga "B" donde enfrentaría a la República Dominicana donde obtuvo una valiosa victoria de 2-1 y un empate en Santo Domingo 0-0 , su segundo rival Santa Lucía tuvo la misma fórmula que contra los dominicanos 1-1 en Monserrat y 1-0 en Santa Lucía y por último cerro su participación contra El Salvador 0-2 y un honroso 1-0 en San Salvador , un total de 8 puntos le permitió acceder a los playoffs de la Copa Oro 2021.

## Partidos
Actualizado al último partido jugado el 10 de junio de 2025
| Fecha      | Ciudad       | Local              | Resultado | Visitante          | Competición                     |
| ---------- | ------------ | ------------------ | --------- | ------------------ | ------------------------------- |
| 05-06-2024 | Managua      | Nicaragua          | 4:1       | Montserrat         | Clasificación Copa Mundial 2026 |
| 09-06-2024 | Managua      | Montserrat         | 1:3       | Panamá             | Clasificación Copa Mundial 2026 |
| 05-09-2024 | Rincón       | Montserrat         | 1:4       | El Salvador        | Liga Naciones Concacaf 24/25    |
| 08-09-2024 | Rincón       | San Vicente y Grn. | 2:0       | Montserrat         | Liga Naciones Concacaf 24/25    |
| 10-10-2024 | Kingstown    | Montserrat         | 1:0       | Bonaire            | Liga Naciones Concacaf 24/25    |
| 13-10-2024 | Kingstown    | Bonaire            | 1:0       | Montserrat         | Liga Naciones Concacaf 24/25    |
| 14-11-2024 | San Salvador | Montserrat         | 1:2       | San Vicente y Grn. | Liga Naciones Concacaf 24/25    |
| 17-11-2024 | San Salvador | El Salvador        | 1:0       | Montserrat         | Liga Naciones Concacaf 24/25    |
| 04-06-2025 | Couva        | Montserrat         | 1:0       | Belice             | Clasificación Copa Mundial 2026 |
| 10-06-2025 | Georgetown   | Guyana             | 3:0       | Montserrat         | Clasificación Copa Mundial 2026 |

## Estadísticas

### Copa Mundial FIFA
| Copa Mundial FIFA | Copa Mundial FIFA       | Copa Mundial FIFA       | Copa Mundial FIFA       | Copa Mundial FIFA       | Copa Mundial FIFA       | Copa Mundial FIFA       | Copa Mundial FIFA       |
| Año               | Ronda                   | J                       | G                       | E                       | P                       | GF                      | GC                      |
| ----------------- | ----------------------- | ----------------------- | ----------------------- | ----------------------- | ----------------------- | ----------------------- | ----------------------- |
| 1930 - 1990       | No existía la selección | No existía la selección | No existía la selección | No existía la selección | No existía la selección | No existía la selección | No existía la selección |
| 1994              | No participó            | No participó            | No participó            | No participó            | No participó            | No participó            | No participó            |
| 1998              | No participó            | No participó            | No participó            | No participó            | No participó            | No participó            | No participó            |
| 2002              | No clasificó            | No clasificó            | No clasificó            | No clasificó            | No clasificó            | No clasificó            | No clasificó            |
| 2006              | No clasificó            | No clasificó            | No clasificó            | No clasificó            | No clasificó            | No clasificó            | No clasificó            |
| 2010              | No clasificó            | No clasificó            | No clasificó            | No clasificó            | No clasificó            | No clasificó            | No clasificó            |
| 2014              | No clasificó            | No clasificó            | No clasificó            | No clasificó            | No clasificó            | No clasificó            | No clasificó            |
| 2018              | No clasificó            | No clasificó            | No clasificó            | No clasificó            | No clasificó            | No clasificó            | No clasificó            |
| 2022              | No clasificó            | No clasificó            | No clasificó            | No clasificó            | No clasificó            | No clasificó            | No clasificó            |
| 2026              | No clasificó            | No clasificó            | No clasificó            | No clasificó            | No clasificó            | No clasificó            | No clasificó            |
| 2030              | Por disputarse          | Por disputarse          | Por disputarse          | Por disputarse          | Por disputarse          | Por disputarse          | Por disputarse          |
| 2034              | Por disputarse          | Por disputarse          | Por disputarse          | Por disputarse          | Por disputarse          | Por disputarse          | Por disputarse          |
| Total             | 0/23                    | -                       | -                       | -                       | -                       | -                       | -                       |

### Copa de Oro de la Concacaf
| Copa de Oro de la Concacaf | Copa de Oro de la Concacaf | Copa de Oro de la Concacaf | Copa de Oro de la Concacaf | Copa de Oro de la Concacaf | Copa de Oro de la Concacaf | Copa de Oro de la Concacaf | Copa de Oro de la Concacaf |
| Año                        | Ronda                      | J                          | G                          | E                          | P                          | GF                         | GC                         |
| -------------------------- | -------------------------- | -------------------------- | -------------------------- | -------------------------- | -------------------------- | -------------------------- | -------------------------- |
| 1963 - 1989                | No existía la selección    | No existía la selección    | No existía la selección    | No existía la selección    | No existía la selección    | No existía la selección    | No existía la selección    |
| 1991                       | No clasificó               | No clasificó               | No clasificó               | No clasificó               | No clasificó               | No clasificó               | No clasificó               |
| 1993                       | No participó               | No participó               | No participó               | No participó               | No participó               | No participó               | No participó               |
| 1996                       | No clasificó               | No clasificó               | No clasificó               | No clasificó               | No clasificó               | No clasificó               | No clasificó               |
| 1998                       | No participó               | No participó               | No participó               | No participó               | No participó               | No participó               | No participó               |
| 2000                       | No clasificó               | No clasificó               | No clasificó               | No clasificó               | No clasificó               | No clasificó               | No clasificó               |
| 2002                       | No clasificó               | No clasificó               | No clasificó               | No clasificó               | No clasificó               | No clasificó               | No clasificó               |
| 2003                       | Se retiró                  | Se retiró                  | Se retiró                  | Se retiró                  | Se retiró                  | Se retiró                  | Se retiró                  |
| 2005                       | No clasificó               | No clasificó               | No clasificó               | No clasificó               | No clasificó               | No clasificó               | No clasificó               |
| 2007                       | No participó               | No participó               | No participó               | No participó               | No participó               | No participó               | No participó               |
| 2009                       | No participó               | No participó               | No participó               | No participó               | No participó               | No participó               | No participó               |
| 2011                       | No clasificó               | No clasificó               | No clasificó               | No clasificó               | No clasificó               | No clasificó               | No clasificó               |
| 2013                       | No clasificó               | No clasificó               | No clasificó               | No clasificó               | No clasificó               | No clasificó               | No clasificó               |
| 2015                       | No clasificó               | No clasificó               | No clasificó               | No clasificó               | No clasificó               | No clasificó               | No clasificó               |
| 2017                       | No participó               | No participó               | No participó               | No participó               | No participó               | No participó               | No participó               |
| 2019                       | No clasificó               | No clasificó               | No clasificó               | No clasificó               | No clasificó               | No clasificó               | No clasificó               |
| 2021                       | No clasificó               | No clasificó               | No clasificó               | No clasificó               | No clasificó               | No clasificó               | No clasificó               |
| 2023                       | No clasificó               | No clasificó               | No clasificó               | No clasificó               | No clasificó               | No clasificó               | No clasificó               |
| 2025                       | No clasificó               | No clasificó               | No clasificó               | No clasificó               | No clasificó               | No clasificó               | No clasificó               |
| Total                      | 0/28                       | -                          | -                          | -                          | -                          | -                          | -                          |

### Liga de Naciones de la Concacaf
| Liga de Naciones de la Concacaf | Liga de Naciones de la Concacaf | Liga de Naciones de la Concacaf | Liga de Naciones de la Concacaf | Liga de Naciones de la Concacaf | Liga de Naciones de la Concacaf | Liga de Naciones de la Concacaf | Liga de Naciones de la Concacaf | Liga de Naciones de la Concacaf | Liga de Naciones de la Concacaf |
| Año                             | L                               | G                               | Ronda                           | J                               | G                               | E                               | P                               | GF                              | GC                              |
| ------------------------------- | ------------------------------- | ------------------------------- | ------------------------------- | ------------------------------- | ------------------------------- | ------------------------------- | ------------------------------- | ------------------------------- | ------------------------------- |
| 2019-20                         | B                               | B                               | Segundo lugar                   | 6                               | 2                               | 2                               | 2                               | 4                               | 5                               |
| 2022-23                         | B                               | B                               | Cuarto lugar                    | 6                               | 1                               | 1                               | 4                               | 6                               | 14                              |
| 2023-24                         | B                               | B                               | Tercer lugar                    | 6                               | 3                               | 0                               | 3                               | 9                               | 14                              |
| 2023-24                         | B                               | A                               | Cuarto lugar                    | 6                               | 1                               | 0                               | 5                               | 3                               | 10                              |
| Total                           | Total                           | Total                           | 4/4                             | 24                              | 7                               | 3                               | 14                              | 22                              | 43                              |

## Torneos regionales de la CFU

### Copa del Caribe
| Copa del Caribe | Copa del Caribe | Copa del Caribe | Copa del Caribe | Copa del Caribe | Copa del Caribe | Copa del Caribe | Copa del Caribe |
| Año             | Ronda           | J               | G               | E               | P               | GF              | GC              |
| --------------- | --------------- | --------------- | --------------- | --------------- | --------------- | --------------- | --------------- |
| 1989            | No participó    | No participó    | No participó    | No participó    | No participó    | No participó    | No participó    |
| 1990            | No participó    | No participó    | No participó    | No participó    | No participó    | No participó    | No participó    |
| 1991            | No clasificó    | No clasificó    | No clasificó    | No clasificó    | No clasificó    | No clasificó    | No clasificó    |
| 1992            | No clasificó    | No clasificó    | No clasificó    | No clasificó    | No clasificó    | No clasificó    | No clasificó    |
| 1993            | No participó    | No participó    | No participó    | No participó    | No participó    | No participó    | No participó    |
| 1994            | No clasificó    | No clasificó    | No clasificó    | No clasificó    | No clasificó    | No clasificó    | No clasificó    |
| 1995            | No clasificó    | No clasificó    | No clasificó    | No clasificó    | No clasificó    | No clasificó    | No clasificó    |
| 1996            | No participó    | No participó    | No participó    | No participó    | No participó    | No participó    | No participó    |
| 1997            | No participó    | No participó    | No participó    | No participó    | No participó    | No participó    | No participó    |
| 1998            | No participó    | No participó    | No participó    | No participó    | No participó    | No participó    | No participó    |
| 1999            | No clasificó    | No clasificó    | No clasificó    | No clasificó    | No clasificó    | No clasificó    | No clasificó    |
| 2001            | No clasificó    | No clasificó    | No clasificó    | No clasificó    | No clasificó    | No clasificó    | No clasificó    |
| 2005            | No clasificó    | No clasificó    | No clasificó    | No clasificó    | No clasificó    | No clasificó    | No clasificó    |
| 2007            | No participó    | No participó    | No participó    | No participó    | No participó    | No participó    | No participó    |
| 2008            | No participó    | No participó    | No participó    | No participó    | No participó    | No participó    | No participó    |
| 2010            | No clasificó    | No clasificó    | No clasificó    | No clasificó    | No clasificó    | No clasificó    | No clasificó    |
| 2012            | No clasificó    | No clasificó    | No clasificó    | No clasificó    | No clasificó    | No clasificó    | No clasificó    |
| 2014            | No clasificó    | No clasificó    | No clasificó    | No clasificó    | No clasificó    | No clasificó    | No clasificó    |
| 2016            | No participó    | No participó    | No participó    | No participó    | No participó    | No participó    | No participó    |
| Total           | 0/19            | -               | -               | -               | -               | -               | -               |

## Jugadores

### Última convocatoria
Lista de 23 jugadores para disputar los partidos de la Liga de Naciones de la Concacaf 2022-23 ante Haití y Guyana del 23 al 26 de marzo de 2023.
| No. | Pos. | Jugador               | Fecha de nacimiento (edad) | Apa. | Goles | Club                       |
| --- | ---- | --------------------- | -------------------------- | ---- | ----- | -------------------------- |
| 1   | POR  | Corrin Brooks-Meade   | 19 de marzo de 1988        | 16   | 0     | Sin equipo                 |
| 13  | POR  | Kymani Nelson         | 4 de marzo de 2004         | 4    | 0     | Sin equipo                 |
| 21  | POR  | Josiah Persaud        | 24 de diciembre de 2003    | 0    | 0     | Sin equipo                 |
|     |      |                       |                            |      |       |                            |
| 5   | DEF  | Joey Taylor           | 18 de agosto de 1997       | 16   | 1     | Chatham Town               |
| 6   | DEF  | Lucas Kirnon          | 25 de octubre de 2003      | 2    | 0     | Garstang                   |
| 15  | DEF  | Jernade Meade         | 15 de octubre de 1992      | 3    | 0     | Dartford                   |
| 19  | DEF  | Nathan Pond           | 5 de enero de 1985         | 12   | 2     | Bamber Bridge              |
| 20  | DEF  | Vashirn Roache        | 7 de julio de 2005         | 0    | 0     | Hartpury College           |
| 22  | DEF  | Craig Braham-Barrett  | 1 de septiembre de 1988    | 19   | 0     | Tonbridge Angels           |
| 23  | DEF  | Dean Mason            | 28 de febrero de 1989      | 23   | 0     | Sin equipo                 |
|     |      |                       |                            |      |       |                            |
| 3   | MED  | Lewis Duberry         | 7 de marzo de 2003         | 3    | 0     | Fisher                     |
| 4   | MED  | Kaleem Simon          | 8 de julio de 1996         | 9    | 1     | Fleetwood United           |
| 11  | MED  | James Comley          | 24 de enero de 1991        | 19   | 1     | Dulwich Hamlet             |
| 14  | MED  | Sydney Mendes         | 2 de julio de 2003         | 0    | 0     | Unattached                 |
| 18  | MED  | Alex Dyer             | 11 de junio de 1990        | 22   | 0     | Wealdstone                 |
|     |      |                       |                            |      |       |                            |
| 7   | DEL  | Spencer Weir-Daley    | 5 de septiembre de 1985    | 17   | 3     | Anstey Nomads              |
| 8   | DEL  | Bradley Woods-Garness | 26 de junio de 1986        | 16   | 4     | Sin equipo                 |
| 9   | DEL  | Dominic Richmond      | 1 de enero de 2006         | 0    | 0     | Fleetwood Town             |
| 10  | DEL  | Jamie Allen           | 25 de mayo de 1995         | 8    | 0     | AFC Telford United         |
| 12  | DEL  | Seigel Rodney         | 2 de octubre de 2003       | 0    | 0     | Sin equipo                 |
| 16  | DEL  | Brandon Barzey        | 27 de julio de 1999        | 4    | 0     | Hampton & Richmond Borough |
| 17  | DEL  | Adrian Clifton        | 12 de diciembre de 1988    | 16   | 6     | Hampton & Richmond Borough |

## Entrenadores
| Entrenador      | Periodo       |
| --------------- | ------------- |
| Paul Morris     | 2002          |
| William Lewis   | 2002          |
| Ruel Fox        | 2004          |
| Cecil Lake      | 2008          |
| Kenny Dyer      | 2010 - 2013   |
| Lenny Hewlett   | 2015          |
| Willie Donachie | 2018 - 2022   |
| Matt Lockwood   | 2023          |
| Lee Bowyer      | 2023 - 2025   |
| Angus Eve       | 2025-presente |

## Uniformes anteriores
| 2000s Local | 2000s Visita | 2012 Local | 2012 Visita | 2014 Local | 2014 Visita | 2016 Local | 2016 Visita |

| 2018 Local | 2019 Local | 2020 Local | 2020 Visita |